# Langam jezik
Langam jezik (ISO 639-3: lnm), jedan od tri papuanska jezika porodice mongol-langam, kojim govori 420 ljudi (2003 SIL) u provinciji East Sepik u Papui Novoj Gvineji. Srodni su mu jezici mongol [mgt] i yaul [yla], s kojima su nekada klasificirani široj skupini yuat-langam (ili yuat-waibuk) danas podijeljenoj na porodice yuat i mongol-langam.

## Vanjske poveznice
- Ethnologue (14th)
- Ethnologue (15h)